# Ed Motta
Eduardo "Ed" Motta (Río de Janeiro, 17 de agosto de 1971) es un compositor, multiinstrumentista y cantante brasileño de soul, funk y jazz.

## Vida y trayectoria
Nacido en una familia de fuerte tradición musical (es sobrino del cantante Tim Maia), Motta inició su carrera como vocalista de la banda de rock Kabbalah muy influenciada por grupos como Deep Purple o Black Sabbath. En 1988, con solo 16 años, edita su primer álbum, con la banda Conexao Japeri de la que formaba parte asimismo el guitarrista Comprido y que mostraba ya su interés por las raíces afrobrasileñas y el funk. En 1990 comienza su carrera en solitario con el lanzamiento del álbum Um contrato com Deus, donde el propio Motta se hace cargo de la mayoría de los instrumentos, además de las voces, composición y arreglos de la mayoría de los temas. Dos años más tarde edita Entre e ouça un disco que no obtiene los resultados comerciales esperados.
El disco Ao vivo, de 1993 señaló el final de su contrato con Warner Bros, y Motta parte para Nueva York para grabar un LP con músicos de primer nivel como Donald Fagen, Bernard Purdie, Eddie Gómez o Chuck Rainey que ha permanecido hasta el momento sin editar.
En 1997, ya de vuelta en Brasil, lanza su primer trabajo para Universal, un disco de carácter abiertamente comercial y bailable que llevaba el título de Manual pratico para festas, bailes e afins (vol. 1), y que es considerado por algunos críticos como su mejor obra y como uno de los mejores álbumes de black music y acid jazz de los años noventa.
En 1999 edita su Remixes e aperitivos, seguido un año después por As segundas intenções do manual prático, una especie de continuación de Manual pratico... y otro éxito inmediato.
En 2002 graba Dwitza, un disco donde Motta utiliza una curiosa forma de scat empleando un lenguaje inventado en lugar de palabras. A Dwitza le siguió Poptical (2003), un recopilatorio de éxitos en directo y Aystelum (2005), de corte más jazzero. En 2008 aparece Chapter 9 cantando íntegramente en inglés y que muestra la faceta más intimista y oscura del músico, que se hace cargo además de todos y cada uno de los instrumentos que aparecen en el disco. Posteriormente se añaden a su discografía los álbumes "Piquenique" (2009) y "AOR" (2013) que es de alguna manera también un homenaje al repertorio y las emisoras de música "de Rock para adultos contemporáneos" (AOR por sus siglas en inglés) con las que crecieron los de su generación..
Además de su faceta como músico y cantante, Motta es un reconocido coleccionista musical (posee más de 30.000 discos e innumerables instrumentos vintage) y ocasionalmente escribe para diversas revistas gastronómicas.

## Valoración
Ed Motta es uno de los mayores talentos de la música carioca actual y una de sus figuras más creativas.
La ecléctica obra de Motta se mueve en un justo equilibrio entre lo comercial y lo experimental, y recoge elementos de lo más variado que recorren todo el espectro de la música afroestadounidense, desde el jazz, hasta el soul, pasando por el funk, la música disco, el bossanova y otras músicas tradicionales del Brasil para acabar cristalizando en una obra única y absolutamente personal.

## Colaboraciones
Motta ha grabado y actuado, entre otros artistas, con
Dante Spinetta,
Roy Ayers,
Congreso,
4 Hero,
Seu Jorge,
Incógnito (banda británica),
Bo Diddley,
Ryuichi Sakamoto,
Chucho Valdés,
Paul Griffin,
Mondo Grosso,
Marcos Valle,
João Donato y
Dom Salvador.

## Discografía en solitario
- 1990: Um contrato com Deus (1990).
- 1992: Entre e ouça (1992).
- 1993: Ao vivo (1993).
- 1997: Manual pratico para festas, bailes e afins, Vol. 1 (1997).
- 1999: Remixes e aperitivos (1999).
- 2000: As segundas intenções do manual prático (2000).
- 2002: Dwitza (2002).
- 2003: Poptical (2003).
- 2005: Aystelum (2005).
- 2008: Chapter 9 (2008).
- 2009: Pique nique (2009).
- 2013: AOR (2013).
- 2016:  Perpetual Gateways (2016)
- 2018: Criterion of the Senses (2018)
- 2023: Behind the Tea Chronicles (2023)